# Achyropsis avicularis
Achyropsis avicularis är en amarantväxtart som först beskrevs av Ernst Meyer, och fick sitt nu gällande namn av Joseph Dalton Hooker. Achyropsis avicularis ingår i släktet Achyropsis och familjen amarantväxter. Inga underarter finns listade i Catalogue of Life.